# Tempestade tropical Beta (2020)
A tempestade tropical Beta foi um ciclone tropical relativamente fraco que trouxe chuvas fortes, inundações e clima severo para o sudeste dos Estados Unidos em 20 de setembro20. A vigésima segunda depressão tropical e a vigésima terceira tempestade nomeada da temporada de furacões no Atlântico de 2020, Beta originalmente se formou de um vale de baixa pressão que se desenvolveu no nordeste do Golfo do México em 10 de setembro A baixa moveu-se lentamente para sudoeste, com o desenvolvimento inicialmente prejudicado pelo desenvolvimento do furacão Sally. Depois que Sally se mudou para o interior sobre o sudeste dos Estados Unidos e enfraqueceu, a perturbação tornou-se quase estacionária no sudoeste do Golfo, onde começou a se organizar. Em 16 de setembro, a tempestade ganhou um centro de circulação de baixo nível e organização suficiente para ser designada como Depressão Tropical Vinte e Dois. O sistema manteve sua intensidade por um dia sob a influência de forte cisalhamento do vento e do ar seco antes de se fortalecer na Tempestade Tropical Beta, tornando-se o primeiro dia 23 chamada de tempestade do Atlântico de sempre, derrotando a tempestade tropical Alpha de 2005 por 34 dias. Ele moveu-se lentamente para o norte e se intensificou para uma tempestade tropical de médio alcance antes que o ar seco e o vento cortante parassem sua intensificação. Beta então ficou quase estacionário em 19 de setembro, antes de começar a se mover para o oeste em direção à costa do Texas no dia seguinte, enfraquecendo à medida que se aproximava. Em 21 de setembro, Beta atingiu a costa perto da Península de Matagorda, Texas, como uma tempestade tropical fraca marcando a primeira vez que um ciclone tropical chamado grego atingiu o continente dos EUA. Beta posteriormente enfraqueceu para uma depressão tropical no dia seguinte antes de se tornar um tropical no início de 23 de setembro Os remanescentes moveram-se para o nordeste antes do centro se alongar e se fundir com uma frente fria no início de 25 de setembro
A natureza extensa da tempestade e seu movimento lento fizeram com que várias áreas ao longo da Costa do Golfo fossem atingidas por ondas fortes e ondas altas por vários dias, enquanto chuvas torrenciais e ondas de tempestade afetaram áreas que já estavam lutando para se recuperar de ciclones tropicais anteriores, como os furacões Laura e Sally. Várias ruas, rodovias e até mesmo interestaduais em Houston foram fechadas devido a enchentes. Louisiana, Mississippi, Alabama, Geórgia, as Carolinas foram afetadas por enchentes, rajadas de vento e clima severo também. Uma fatalidade no Texas devido aos impactos de Beta foi confirmada.

## História meteorológica
Um vale de baixa pressão separou-se da extremidade sul de uma frente fria sobre a Flórida no início de 9 de setembro. Ele foi levado para o oeste, no nordeste do Golfo do México, e o National Hurricane Center (NHC) começou a monitorá-lo às 12:00 UTC em 10 de setembro. Pouco ou nenhum desenvolvimento do sistema ocorreu, pois ele começou a girar lentamente para sudoeste e em 14 de setembro, não se esperava que se tornasse um ciclone tropical devido aos fortes ventos de alto nível produzidos pelo furacão Sally nas proximidades. No entanto, a perturbação persistiu e mudou-se para sudoeste, para o sudoeste do Golfo do México, onde começou a se organizar quando Sally se mudou para o sudeste dos Estados Unidos no início de 16 de setembro. No dia seguinte, os caçadores de furacões encontraram uma circulação fechada e, como as tempestades persistiram perto do centro, o NHC deu início a avisos sobre a Depressão Tropical Vinte e Dois às 23:00 UTC em 17 de setembro. Às 21:00 UTC em 18 de setembro, o sistema foi fortalecido na Tempestade Tropical Beta, tornando-se o primeiro 23º chamada tempestade do Atlântico e derrotando a tempestade tropical Alpha de 2005 por 34 dias.
Embora afetada pelo cisalhamento do vento e ar seco, a tempestade continuou a se intensificar, atingindo um pico de intensidade de 97 km/h (60 mph) e uma pressão de 994 mb (29,36 inHg ) às 15:00 UTC em 19 de setembro. No entanto, ele ficou quase estacionário depois de virar para oeste sobre o Golfo do México. Isso causou uma ressurgência e os contínuos efeitos negativos do ar seco e do cisalhamento do vento causaram a desorganização da tempestade, embora a velocidade do vento permanecesse a mesma graças a um limite de vazão. Depois de correr para nordeste, a convecção de Beta continuou a aumentar e diminuir enquanto a tempestade se movia para oeste-noroeste com o centro reformando para oeste. Conforme Beta se aproximava da costa do Texas, ele enfraqueceu um pouco antes de atingir a península de Matagorda às 04:00 UTC em 22 de setembro com ventos de 72 km/h (45 mph) e uma pressão de 999 mb (29,50 inHg). Depois disso, o Beta enfraqueceu um pouco mais, caindo para o estado de depressão tropical às 15:00 UTC. Em seguida, tornou-se quase estacionário novamente antes de virar para o leste e enfraquecer um pouco mais, fazendo com que o NHC emitisse seu aviso final e atribuísse responsabilidades de consultoria futuras ao Centro de Previsão do Tempo (WPC). Beta então se tornou um ciclone pós-tropical às 03:00 UTC em 23 de setembro e acelerou para nordeste, passando pela Luisiana e Mississippi até o norte do Alabama. O centro tornou-se menos determinante e a ameaça de fortes chuvas diminuiu e o WPC emitiu seu parecer final às 09:00 UTC em 25 de setembro.

## Preparativos

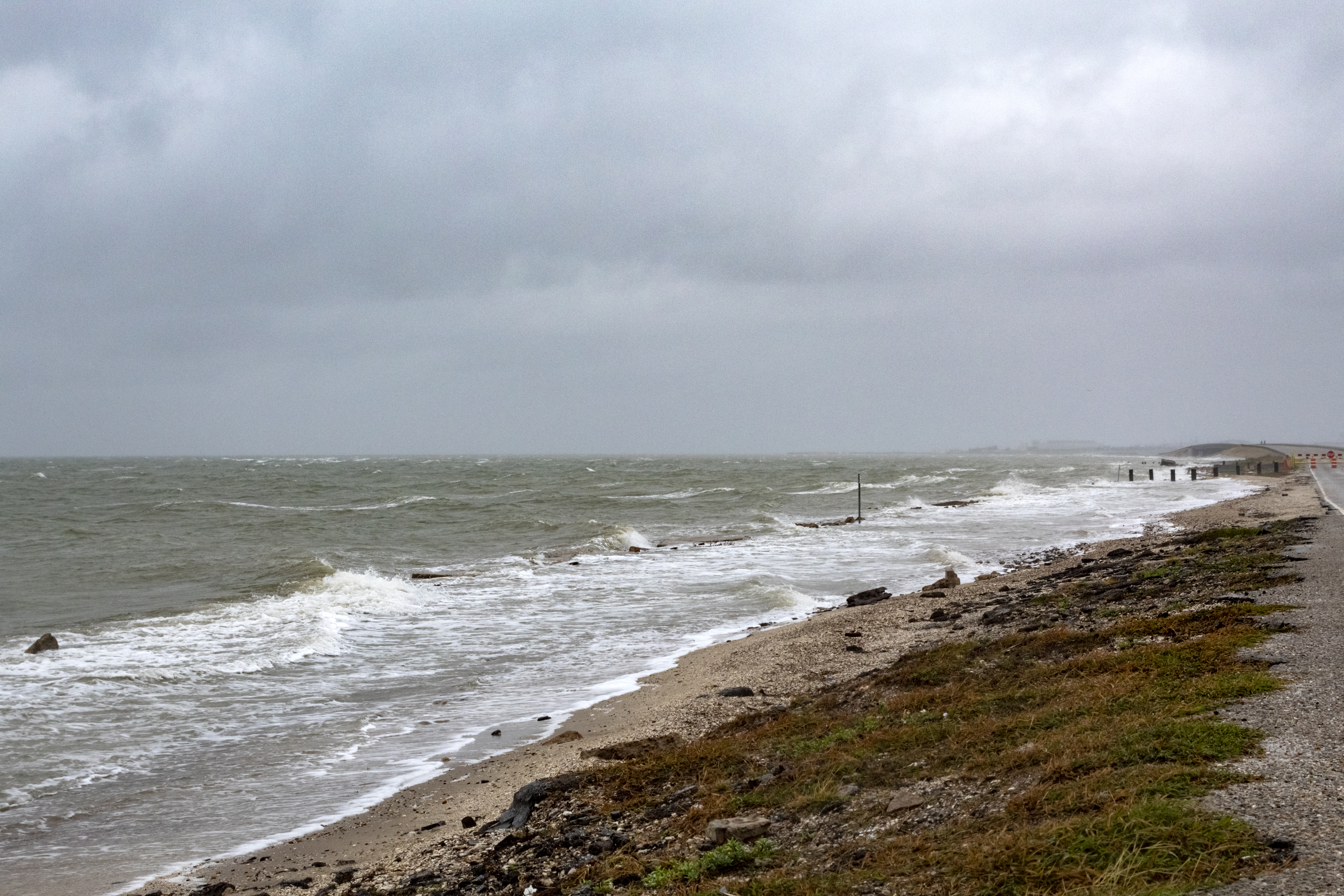
Vista do sul da baía de Corpus Christi como a tempestade tropical Beta se aproximando da costa do Texas

Os alertas de tempestades tropicais, furacões e ondas de tempestades foram emitidos ao longo de uma grande parte da costa, desde a fronteira do Texas com o México até o centro-sul da Luisiana, antes da tempestade. Os alertas de furacão foram interrompidos mais tarde, quando a tempestade não conseguiu se intensificar após 60 mph, mas a maioria dos outros alertas foram atualizados para avisos. Várias evacuações voluntárias foram emitidas pelos governos da cidade e do condado devido a preocupações com áreas particularmente vulneráveis ao redor de Houston e Galveston. Avisos de inundação e alertas de vários tipos foram emitidos em todo o Texas e Luisiana, conforme a tempestade se aproximava da costa do Texas e atingia a costa. À medida que a tempestade avançava para o interior da Luisiana, um alerta de tornado foi emitido para as partes sul e leste do estado, bem como o sul do Mississippi.

## Impactos

Beta do Ciclone Pós-Tropical se movendo pelo Alabama em 24 de setembro

Em 18 de setembro, antes de o sistema ser atualizado para uma tempestade tropical, uma missão Hurricane Hunter que começou na Base da Força Aérea de Keesler no Mississippi foi abortada quando um raio do sistema atingiu o Lockheed WC-130J Hercules enviado para coletar dados fazendo com que os sistemas de radar do avião cair, colocando em perigo os ocupantes do voo.
Um alerta de tornado foi emitido para o condado de Galveston, Texas, na tarde de 21 de setembro, embora nenhum tornado tenha sido confirmado. Uma série de alertas de enchentes também foram emitidos conforme bandas de chuva começaram a se mover continuamente sobre as mesmas áreas. Em 23 de setembro, as condições atmosféricas favoráveis levaram a uma enxurrada e também compridode tornados, tempestades severas e avisos marinhos especiais enquanto os remanescentes da tempestade se moviam pela Luisiana e pelo Mississippi.

O surfe pesado e as ondas altas de Beta destruíram parte de um píer em Galveston, Texas, enquanto as enchentes de tempestade deixaram muitas áreas da costa do Texas submersas. Partes da I-69 e TX 288 foram fechadas por enchentes e as equipes de resgate de águas altas responderam a dezenas de pedidos de ajuda. No momento em que Beta havia enfraquecido para uma depressão tropical em 22 de setembro, mais de 100 resgates em águas altas ocorreram em Houston, quando partes da cidade ficaram fortemente inundadas pelos altos totais de chuva da tempestade. Dezenas de ruas e rodovias da cidade, incluindo partes da I-69, I-45 e TX 288 e 290, foram fechadas por água em alta. As autoridades pediram aos residentes que fiquem em casa e evitem dirigir, se possível. A natureza extensa da tempestade também trouxe fortes chuvas para a Luisiana, que ainda estava se recuperando de uma série de outros sistemas que afetaram o estado durante a temporada. O governador do Texas, Greg Abbott, emitiu declarações de desastre para 29 condados, enquanto o governador da Luisiana, John Bel Edwards, declarou estado de emergência.  Um pescador desaparecido que havia entrado em Brays Bayou durante a tempestade foi descoberto mais tarde se afogado. Chuvas fortes, inundações e rajadas de vento também afetaram o Mississippi, Tennessee, Arkansas, Alabama e Geórgia.  Os remanescentes da tempestade alimentaram um pequeno evento climático severo nas Carolinas em 25 de setembro com tempestades severas produzindo danos de vento e granizo incomumente significativo de até 2.25 in (5.7 cm) de diâmetro. Um tornado EF0 também foi confirmado em Myrtle Beach, na Carolina do Sul.